# Сикирица
Сикирица је насеље у Србији у општини Параћин у Поморавском округу. Према попису из 2022. било је 719 становника.
Овде се налазе Запис стара крушка (Сикирица), Запис Миленковића дуд (Сикирица), Запис Јовановића орах (Сикирица), Запис Радића орах (Сикирица), Запис Антића орах (Сикирица), Запис дуд у парку (Сикирица) и Запис Милошевића храст (Сикирица).
У селу се родио Милосав Стојановић Лаповац, хајдук, главни буљукбаша Смедеревске нахије у Првом српском устанку и кнез Смедеревске нахије од 1825. године.

## Демографија
У насељу Сикирица живи 820 пунолетних становника, а просечна старост становништва износи 41,2 година (40,2 код мушкараца и 42,3 код жена). У насељу има 279 домаћинстава, а просечан број чланова по домаћинству је 3,72.
Ово насеље је великим делом насељено Србима (према попису из 2002. године), а у последња три пописа, примећен је пад у броју становника.
|  |

| Демографија | Демографија | Демографија |
| Година      | Становника  | Становника  |
| ----------- | ----------- | ----------- |
| 1948.       | 1.153       |             |
| 1953.       | 1.300       |             |
| 1961.       | 1.328       |             |
| 1971.       | 1.154       |             |
| 1981.       | 1.161       |             |
| 1991.       | 1.135       | 1.092       |
| 2002.       | 1.038       | 1.107       |

| Етнички састав према попису из 2002.‍ | Етнички састав према попису из 2002.‍ | Етнички састав према попису из 2002.‍ | Етнички састав према попису из 2002.‍ | Етнички састав према попису из 2002.‍ |
| ------------------------------------ | ------------------------------------ | ------------------------------------ | ------------------------------------ | ------------------------------------ |
|                                      |                                      |                                      |                                      |                                      |
| Срби                                 | Срби                                 |                                      | 1.015                                | 97,78%                               |
| Роми                                 | Роми                                 |                                      | 18                                   | 1,73%                                |
| Црногорци                            | Црногорци                            |                                      | 3                                    | 0,28%                                |
| Хрвати                               | Хрвати                               |                                      | 1                                    | 0,09%                                |
| Македонци                            | Македонци                            |                                      | 1                                    | 0,09%                                |
| непознато                            | непознато                            |                                      | 0                                    | 0,0%                                 |

| Година пописа     | 1948. | 1953. | 1961. | 1971. | 1981. | 1991. | 2002. |
| ----------------- | ----- | ----- | ----- | ----- | ----- | ----- | ----- |
| Број домаћинстава | 255   | 280   | 316   | 296   | 302   | 296   | 279   |

| Број чланова      | 1  | 2  | 3  | 4  | 5  | 6  | 7  | 8 | 9 | 10 и више | Просек |
| ----------------- | -- | -- | -- | -- | -- | -- | -- | - | - | --------- | ------ |
| Број домаћинстава | 36 | 64 | 48 | 33 | 41 | 35 | 10 | 5 | 2 | 5         | 3,72   |

| Пол    | Укупно | Неожењен/Неудата | Ожењен/Удата | Удовац/Удовица | Разведен/Разведена | Непознато |
| ------ | ------ | ---------------- | ------------ | -------------- | ------------------ | --------- |
| Мушки  | 427    | 118              | 270          | 25             | 14                 | 0         |
| Женски | 447    | 92               | 265          | 84             | 5                  | 1         |
| УКУПНО | 874    | 210              | 535          | 109            | 19                 | 1         |

| Пол    | Укупно                    | Пољопривреда, лов и шумарство | Рибарство                            | Вађење руде и камена | Прерађивачка индустрија       |
| ------ | ------------------------- | ----------------------------- | ------------------------------------ | -------------------- | ----------------------------- |
| Мушки  | 234                       | 96                            | 0                                    | 0                    | 68                            |
| Женски | 127                       | 65                            | 0                                    | 0                    | 23                            |
| УКУПНО | 361                       | 161                           | 0                                    | 0                    | 91                            |
| Пол    | Производња и снабдевање   | Грађевинарство                | Трговина                             | Хотели и ресторани   | Саобраћај, складиштење и везе |
| Мушки  | 2                         | 6                             | 19                                   | 2                    | 17                            |
| Женски | 1                         | 0                             | 13                                   | 1                    | 0                             |
| УКУПНО | 3                         | 6                             | 32                                   | 3                    | 17                            |
| Пол    | Финансијско посредовање   | Некретнине                    | Државна управа и одбрана             | Образовање           | Здравствени и социјални рад   |
| Мушки  | 0                         | 0                             | 4                                    | 8                    | 0                             |
| Женски | 0                         | 1                             | 1                                    | 8                    | 6                             |
| УКУПНО | 0                         | 1                             | 5                                    | 16                   | 6                             |
| Пол    | Остале услужне активности | Приватна домаћинства          | Екстериторијалне организације и тела | Непознато            | Непознато                     |
| Мушки  | 4                         | 0                             | 0                                    | 8                    | 8                             |
| Женски | 2                         | 0                             | 0                                    | 6                    | 6                             |
| УКУПНО | 6                         | 0                             | 0                                    | 14                   | 14                            |